# Stelis major
Stelis major är en orkidéart som beskrevs av Heinrich Gustav Reichenbach. Stelis major ingår i släktet Stelis och familjen orkidéer. Inga underarter finns listade i Catalogue of Life.